# Les Pilles
Les Pilles là một xã thuộc tỉnh Drôme trong vùng Rhône-Alpes ở đông nam nước Pháp. Xã Les Pilles nằm ở khu vực có độ cao từ 288-920 mét trên mực nước biển.